# NGC 7789
NGC 7789 (другое обозначение — OCL 269) — рассеянное скопление в созвездии Кассиопея.
Этот объект входит в число перечисленных в оригинальной редакции «Нового общего каталога».